# Celulitida

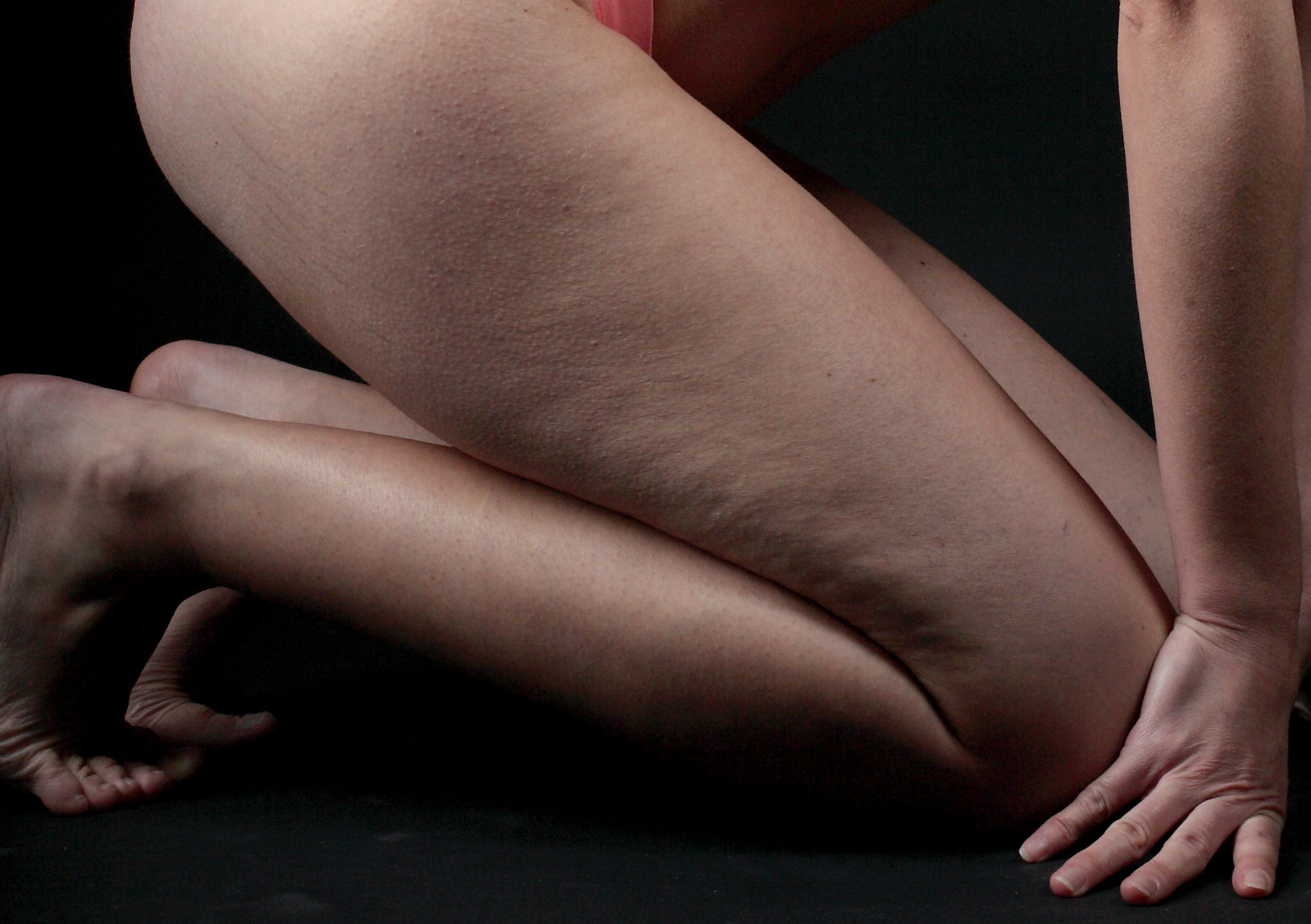
Celulitida na stehnech

Celulitida jsou změny podkožního, zejména tukového, vaziva, které se projevují dolíčky a hrbolky na povrchu kůže. Vyskytuje se u většiny postpubescentních žen, často v oblasti pánve (konkrétně hýždí), dolních končetin a břicha. Může být výsledkem komplexní kombinace faktorů od hormonů po dědičnost.
Při celulitidě dochází k zvětšení objemu podkožních tukových buněk, které jsou vytlačovány proti povrchu kůže, a vytváří tak na ní ďolíčky. V místě je značně omezen průtok krve a lymfy. Pro svůj vzhled bývá někdy také označována jako „pomerančová kůže“. V odborné literatuře se ještě můžeme setkat s názvy celulita nebo lipohypertrofie.

## Výskyt
Různé studie uvádí výskyt celulitidy u 80–98 % postadolescentních žen. Její existence jako skutečné poruchy byla zpochybněna a převládající lékařský názor je, že se jedná o normální stav u mnoha žen a některých mužů. U mužů se vyskytuje zřídka, ale je běžnější u těch, kteří mají stavy nedostatku androgenů, jako jsou Klinefelterův syndrom, hypogonadismus, a u pacientů, kteří dostávají estrogenovou léčbu rakoviny prostaty.

## Příčiny vzniku
Celulitidu ovlivňuje mnoho faktorů. Částečně za jejím vznikem stojí dědičné předpoklady, může mít původ také v sedavém zaměstnání, hromadění toxinů v těle. Vliv mají i hormonální změny, ať už přirozené nebo například způsobené hormonální antikoncepcí. Mezi další faktory patří kouření, nedostatečný pitný režim nebo dlouhé stání.[chybí lepší zdroj]

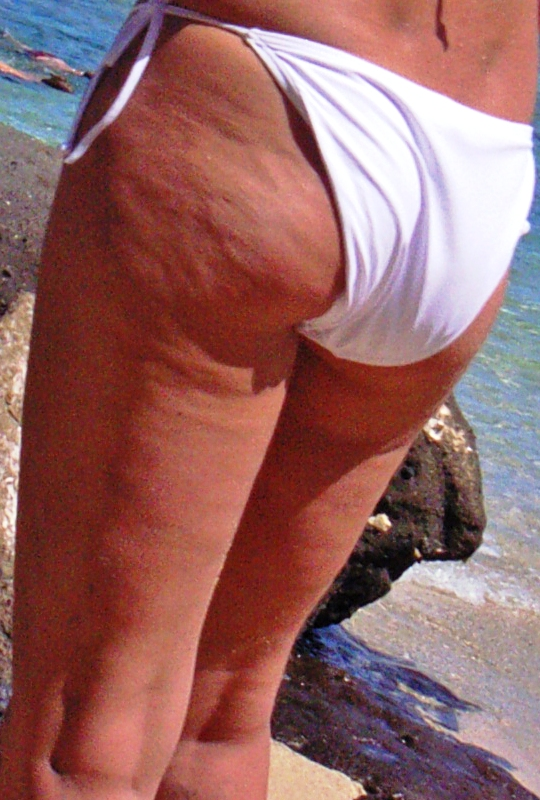
„Ďubkovaný“ vzhled kůže

Častější výskyt u žen je způsoben jednak tím, že ženy mají v oblastech výskytu tenčí kůži a více se jim v těchto partiích ukládají tuky. Druhý důvod spočívá právě v již zmiňovaných hormonech. Ženský hormon estrogen je antagonní vůči vitamínu E, který podporuje oběh krve a dále vůči vitamínu B6 – pyridoxinu, který má močopudný účinek a odstraňuje zadržování tekutin v tkáních.[chybí lepší zdroj] Vzhledem k tomu, že hormonální antikoncepce obsahuje estrogen v relativně vysokém množství, není vhodná pro ženy, které se celulitidě chtějí vyhnout. Na vznik celulitidy má určitý vliv i věk a nadváha, přesto se však objevuje i u mladých a štíhlých žen.[zdroj?]

## Prevence
Do určité míry lze snížit pravděpodobnost vzniku celulitidy zdravým jídelníčkem, dostatečnou pohybovou aktivitou a zodpovědným dodržováním pitného režimu. Mnoho žen používá také rozličné krémy a peelingy, které mají podpořit krevní oběh a látkovou výměnu. Stejný efekt má na pokožku i saunování a otužování.[zdroj?]

## Kosmetické ošetření
Eliminace projevů celulitidy je jedním z velkých témat kosmetiky. Existuje mnoho více či méně účinných metod a přístrojů, které mají s celulitidou bojovat. Většina z nich funguje na podobném principu – podpoří krevní oběh v místě celulitidy, a tím urychlí látkovou výměnu. Mezi nejčastěji užívané metody odstranění celulitidy patří v kosmetických salónech tyto čtyři metody:[zdroj?]

### Radiofrekvence
Radiofrekvence je neinvazivní metoda, při které se pomocí čtyř elektrod zahřívá pokožka na vysokou teplotu, a dochází tak přeskupení kolagenových vláken. Během procesu přístroj střídá mono a bipolární radiofrekvenční vlnění, což podporuje vypnutí pokožky. Její výhodou je hloubkové působení a bezbolestnost.

### Karboxyterapie
Karboxyterapie spočívá ve vpravení medicinálního oxidu uhličitého do tkáně pomocí velmi tenké jehly. Plyn způsobí v místě větší prokrvení a následně se odplaví do plic, odkud je přirozenou cestou vydýchán. Provádí se obvykle v sérii šesti ošetření s četností minimálně 2x týdně.

### Lymfodrenáž
Lymfatická masáž neboli lymfodrenáž, lidově lymfomasáž, působí na lymfatický systém těla. Jde o speciální masáž, podporující odplavování toxických zplodin a odpadních látek z buněk.

### Kavitace
Ultrazvuková liposukce neboli kavitace, zvaná též bezbolestná liposukce, je zeštíhlující metoda, která pomocí ultrazvuku rozbíjí tukové buňky. Ultrazvuk naruší obal buněk, jejichž obsah se pak vylije do okolí a následně odplaví močí. Díky odbourávání tukových buněk má i pozitivní účinek na zmírnění celulitidy.

## Historie
Celulitida byla jako estetický problém vnímána ve 20. letech 20. století. Zájem o tuto problematiku pochází pravděpodobně z Francie. Na několik dalších desetiletí byla pak celulitida odsunuta do pozadí, kvůli závažnějším problémům způsobených druhou světovou válkou. Nárůst zájmu o tuto problematiku pak nastává v 70. a 80. letech 20. století a je spojen s definicí ideálu krásy tak, jak ho známe dnes. Požadavky na štíhlost a věčně mladistvou pokožku vynesly celulitidu na přední příčky kosmetických problémů, které ženy trápí.